# Wilhelm Lührs
Wilhelm Lührs (* 3. April 1928 in Bremen; † 13. Oktober 1992 in Bremen) war ein deutscher Archivdirektor.

## Biografie
Lührs war der Sohn eines Ingenieurs. Er studierte nach dem Abitur Geschichte, Anglistik und Geographie an der Universität Kiel. 1955 promovierte er zum Dr. phil. und trat als Referendar in den Archivdienst der Stadt Bremen ein. Er besuchte 1955 bis 1957 die Archivschule Marburg. In Bremen wurde er Archivrat, Oberarchivrat und ab 1973 Archivdirektor und stellvertretender Leiter des Staatsarchivs. Er gab verschiedene Werke heraus, u. a. eine Chronik über Bürgermeister Christian Abraham Heineken (1983) und über die Gouachen des österreichischen Malers und Kupferstechers Anton Radl.

## Werke
- Die Freie Hansestadt Bremen und England in der Zeit des Deutschen Bundes (1815–1867). Bremen 1958 (Digitalisat)
- Wilhelm Lührs und Walter Menges: Bremen baut – Gestalt, Gliederung und bemerkenswerte Bauten der Stadt. H. M. Hauschild, Bremen 1963
- Lührs, Peters, Schwebel, Karl: Bremische Biographie 1912–1962. Hrsg.: Historische Gesellschaft Bremen und Staatsarchiv Bremen, Hauschildverlag, Bremen 1969
- Der Domshof – Geschichte eines bremischen Platzes; Hauschild Verlag, Bremen 1987, ISBN 978-3-920699-87-5
- Bremer Ansichten von Anton Radl und Lars Lohrisch 1818 und 1988. In: Storck: Ansichten der freien Hansestadt Bremen und ihre Umgebung. 1988